# Ric Weiland
Richard W. "Ric" Weiland (21 tháng 4 năm 1953 - 24 tháng 6 năm 2006) là một nhà tiên phong phần mềm máy tính, lập trình viên và nhà từ thiện. Ông là nhân viên thứ hai của Tập đoàn Microsoft, gia nhập công ty trong năm cuối của ông tại Đại học Stanford. 
Ở tuổi 35, ông rời Microsoft để tập trung thời gian vào quản lý đầu tư và hoạt động từ thiện, trở thành một nhà tài trợ thầm lặng nhưng được kính trọng cho phong trào công bằng xã hội LGBTQ, môi trường, dịch vụ y tế & con người và giáo dục. Sau khi ông qua đời, Biên niên sử từ thiện đã gọi Ric là cuộc chinh phục món quà từ thiện lớn thứ 11 trong cả nước với hơn 165 triệu đô la được phân phối giữa 20 người thụ hưởng phi lợi nhuận.